# Crèvecœur-le-Grand
Pour les articles homonymes, voir Crèvecœur.
Crèvecœur-le-Grand est une commune française située dans le département de l'Oise et la région Hauts-de-France.
Ses habitants sont appelés les Crépicordiens.

## Géographie

### Description
Située sur le plateau picard, l'une des grandes régions naturelles du département de l'Oise, le bourg est aisément accessible depuis l'autoroute A16 (sortie  16), qui relie notamment Amiens à Paris.
Crèvecœur-le-Grand est le point de départ de la  Coulée verte  reliant le bourg à celui de Vers-sur-Selle en passant par Conty, voie verte aménagée sur le tracé d'une ancienne voie de chemin de fer qui reliait Beauvais à Amiens, se raccordant à Vers sur la ligne SNCF venant de Paris à destination de Lille et de Bruxelles via Amiens-Longueau.

### Communes limitrophes
Les communes limitrophes sont  Blicourt, Catheux, Francastel, Hétomesnil, Le Gallet, Lihus, Rotangy et Viefvillers.
| Hétomesnil | Catheux            | Le Gallet   |
| Lihus      | Crèvecœur-le-Grand | Viefvillers |
| Blicourt   | Rotangy            | Francastel  |

### Hydrographie
La commune est traversée par la ligne de partage des eaux entre les bassins hydrographiques Artois-Picardie et Seine-Normandie. Elle n'est drainée par aucun cours d'eau.

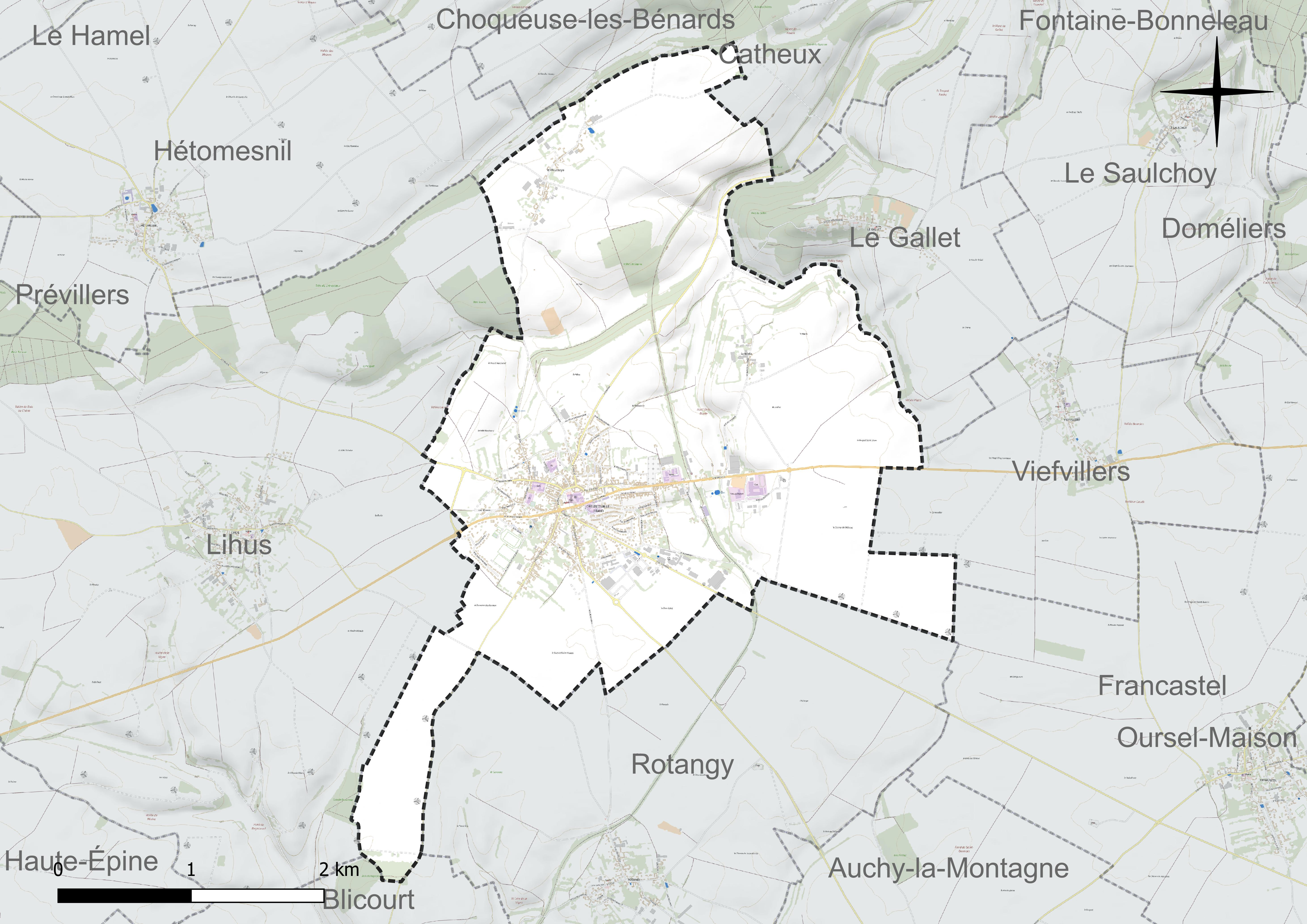
Réseau hydrographique de Crèvecœur-le-Grand.

### Climat
Pour des articles plus généraux, voir Climat des Hauts-de-France et Climat de l'Oise.
En 2010, le climat de la commune est de type climat océanique dégradé des plaines du Centre et du Nord, selon une étude du CNRS s'appuyant sur une série de données couvrant la période 1971-2000. En 2020, Météo-France publie une typologie des climats de la France métropolitaine dans laquelle la commune est exposée à un climat océanique et est dans la région climatique Nord-est du bassin Parisien, caractérisée par un ensoleillement médiocre, une pluviométrie moyenne régulièrement répartie au cours de l'année et un hiver froid (3 °C).
Pour la période 1971-2000, la température annuelle moyenne est de 10,1 °C, avec une amplitude thermique annuelle de 14,3 °C. Le cumul annuel moyen de précipitations est de 785 mm, avec 12,4 jours de précipitations en janvier et 8,3 jours en juillet. Pour la période 1991-2020, la température moyenne annuelle observée sur la station météorologique la plus proche, située sur la commune de Tillé à 16 km à vol d'oiseau, est de 11,0 °C et le cumul annuel moyen de précipitations est de 655,5 mm,. Pour l'avenir, les paramètres climatiques de la commune estimés pour 2050 selon différents scénarios d'émission de gaz à effet de serre sont consultables sur un site dédié publié par Météo-France en novembre 2022.

## Urbanisme

### Typologie
Au 1er janvier 2024, Crèvecœur-le-Grand est catégorisée bourg rural, selon la nouvelle grille communale de densité à sept niveaux définie par l'Insee en 2022.
Elle appartient à l'unité urbaine de Crèvecœur-le-Grand, une unité urbaine monocommunale constituant une ville isolée,. Par ailleurs la commune fait partie de l'aire d'attraction de Beauvais, dont elle est une commune de la couronne,. Cette aire, qui regroupe 162 communes, est catégorisée dans les aires de 50 000 à moins de 200 000 habitants,.

### Occupation des sols

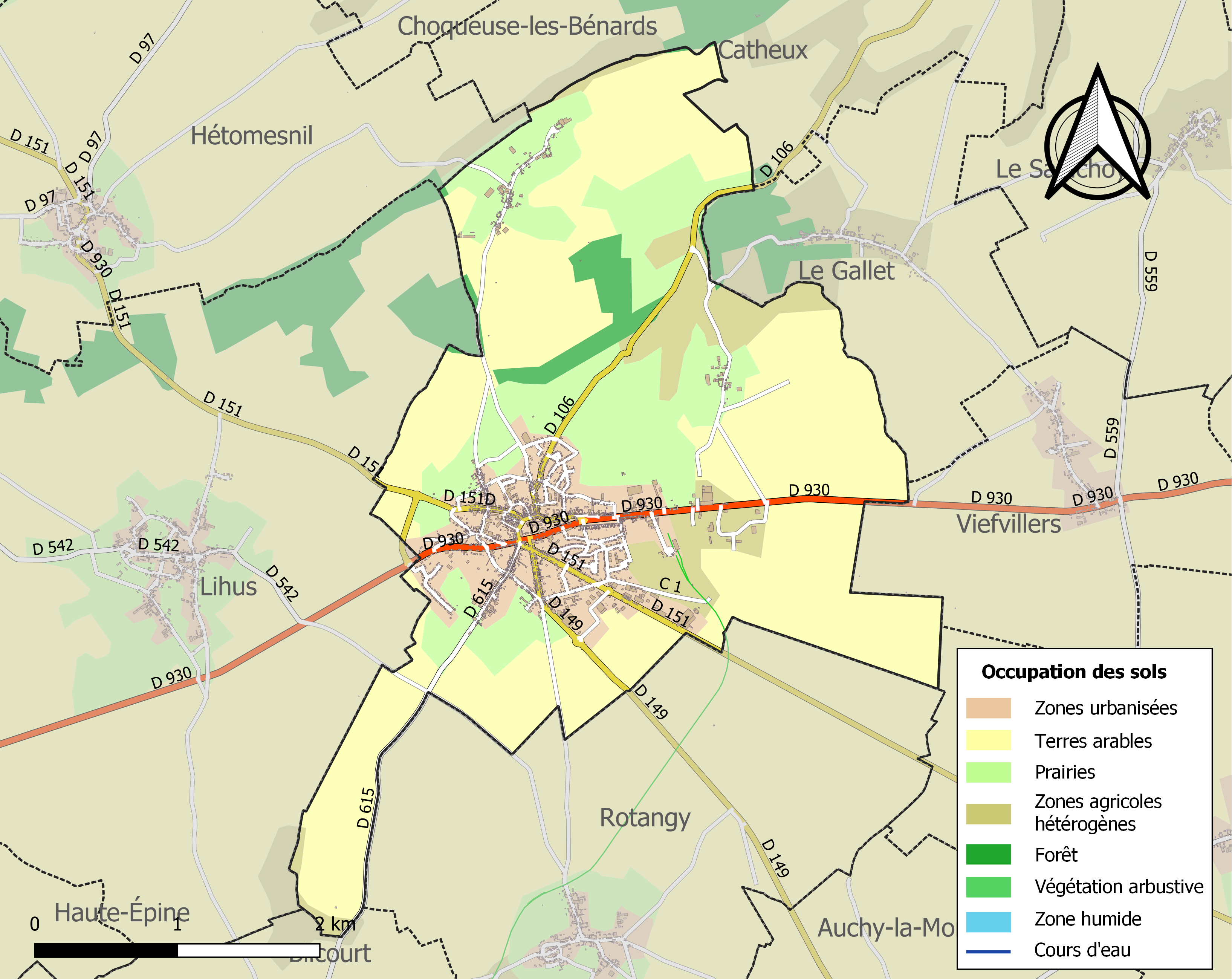
Carte des infrastructures et de l'occupation des sols de la commune en 2018 (CLC).

L'occupation des sols de la commune, telle qu'elle ressort de la base de données européenne d'occupation biophysique des sols Corine Land Cover (CLC), est marquée par l'importance des territoires agricoles (83,7 % en 2018), en diminution par rapport à 1990 (86,5 %). La répartition détaillée en 2018 est la suivante : 
terres arables (52,3 %), prairies (22,4 %), zones urbanisées (13,4 %), zones agricoles hétérogènes (9 %), forêts (2,8 %). L'évolution de l'occupation des sols de la commune et de ses infrastructures peut être observée sur les différentes représentations cartographiques du territoire : la carte de Cassini (XVIIIe siècle), la carte d'état-major (1820-1866) et les cartes ou photos aériennes de l'IGN pour la période actuelle (1950 à aujourd'hui).

### Lieux-dits, hameaux et écarts
Crèvecœur-le-Grand compte un hameau, La Houssoye, situé au nord du bourg.

### Habitat et logement
En 2018, le nombre total de logements dans la commune était de 1 627, alors qu'il était de 1 539 en 2013 et de 1 411 en 2008.
Parmi ces logements, 88,5 % étaient des résidences principales, 1,1 % des résidences secondaires et 10,4 % des logements vacants. Ces logements étaient pour 74,4 % d'entre eux des maisons individuelles et pour 24,2 % des appartements.
Le tableau ci-dessous présente la typologie des logements à Crèvecœur-le-Grand en 2018 en comparaison avec celle de l'Oise et de la France entière. Une caractéristique marquante du parc de logements est ainsi une proportion de résidences secondaires et logements occasionnels (1,1 %) inférieure à celle du département (2,5 %) et à celle de la France entière (9,7 %). Concernant le statut d'occupation de ces logements, 50,1 % des habitants de la commune sont propriétaires de leur logement (51,2 % en 2013), contre 61,4 % pour l'Oise et 57,5 % pour la France entière.
| Typologie                                               | Crèvecœur-le-Grand | Oise | France entière |
| ------------------------------------------------------- | ------------------ | ---- | -------------- |
| Résidences principales (en %)                           | 88,5               | 90,4 | 82,1           |
| Résidences secondaires et logements occasionnels (en %) | 1,1                | 2,5  | 9,7            |
| Logements vacants (en %)                                | 10,4               | 7,1  | 8,2            |

### Voies de communication et transports
La commune est desservie, en 2023, par la ligne 531, des lignes scolaires et par le service de transport à la demande Corolis à la demande - Zone Nord du réseau Corolis. Elle est également desservie par les lignes 614, 615, 616, 6103, 6109, 6114 et 6122 du réseau interurbain de l'Oise.
Elle est également desservie, en 2023 par la ligne d'autocars no 729 (Crèvecœur-le-Grand - Conty - Amiens)  du réseau interurbain Trans'80, qui est un lointain successeur de la Ligne de Saint-Omer-en-Chaussée à Vers, qui a été exploitée jusqu'en 1939.

### Énergie
Une première série de dix éoliennes Nordex  (aux trois pales de 45 m tournant sur leurs mâts) ont été implantées fin 2006 autour de Crèvecœur. Des éoliennes Enercon et Senvion sont aussi implantées près du bourg en 2015/2016.

## Toponymie
Le nom de la localité est attesté sous les formes Crepicordium (1058) ; Crevecuer (1129) ; Crievecor (1146) ; Crevecor (1160) ; apud Crepecor (1179) ; Crievecuer (1196) ; Crepitum cor (vers 1180) ; Crevequer (1197) ; de Crepicordio (vers 1200) ; Crepacordium (1218) ; Crepitocorde (1218) ; apud Crepicordium (1246) ; Crieveceur (1238) ; Crieve cuer (1281) ; Crevecœur les Lihus (1450) ; Crevecuer lez Lihuz (1469) ; Crevecueur (1491) ; Crevecœur lez Lihus (XVIe) ; Crevecœur (1667) ; Crevecœurs les Lihus (1720) ; Crèvecœur-le-Grand (1840).
En latin, craquer, crever, se dit crepare et le cœur se dit cordis.

Crève-cœur avait en ancien français le même sens qu'en français moderne et semble marquer le dépit des paysans face à une terre jugée inculte,,. En fait, le sol argileux et caillouteux de Crèvecoeur, avec parfois des pentes relativement fortes,  rend pénible le travail de la terre et justifie son nom.

## Histoire
En 1520, le roi François Ier en route pour le camp du Drap d'Or où il devait rencontrer du  7 au 24 juin le roi d'Angleterre Henri VIII, pour tenter de sceller une alliance entre leur royaume par le mariage du dauphin de France avec Marie Tudor, séjourna plusieurs jours à Crèvecœur, accueilli par son seigneur, Guillaume Gouffier de Bonnivet, seigneur de Crèvecœur et amiral de France, qui avait contribué à l'organisation de cette rencontre.

### La serge de Crèvecœur
« Après le Languedoc, la Picardie était, de toutes les provinces françaises, la plus forte en ce qui concerne l'industrie lainière aux XVIIe et XVIIIe siècles ».
Même si on a du mal à l'imaginer aujourd'hui, la région de Crèvecœur était, jusqu'au XIXe siècle, un secteur où prédominaient la production lainière et les artisanats du tissage.
La production de Crèvecœur et de trois villages proches était de 25 000 pièces de serge en 1692, mais il s'agissait d'une activité cyclique avec une époque de prospérité au cours du premier quart du XVIIe siècle, suivie d'une profonde dépression jusqu'en 1660. La relance avait été lente jusqu'en 1692, puis avec une croissance de 75 % jusqu'en 1708. On était ainsi passé de 25 000 pièces en 1692 à 41 200 en 1708 pour retomber à 16 300 pièces en 1718-1719.
Il ne faut pas s'imaginer que le tissage se faisait dans de grandes manufactures, comme ce sera le cas après la Révolution industrielle. Le travail se faisait à domicile, et le serger se rendait avec ses pièces tissées au Bureau de Crèvecœur les faire contrôler par l'inspecteur des manufactures de Grandvilliers ou ses suppléants, les gardes-jurés, qui les plombaient  si les tissus étaient conformes aux règles de la corporation.
Au second semestre 1732, 68 artisans ont fabriqué 1 508 pièces d'étoffes sur 89 métiers à tisser, mais le recensement indiquait que 95 métiers n'avaient pas d'ouvrage. Ces pièces portaient le nom de Escot, Blicourt, Anacoste, ou Alépine.
Globalement, le pays était pauvre, et, en 1732, Lochait de Vaudibon rendait compte à l'Intendant Chauvelin que « les gardes-jurés et les ouvriers de la dépendance du bureau de Crevecœur sont ou mal à leurs aise, ou indigents. Leurs commerces roule sur un fond de 30 à 40 livres. Leurs maisons ne sont garnies que des ustanciles propres à leurs travail et ce travail leur donnent apeinne le pain  nécessaire à leur subsistance »

### Circonscriptions sous l'Ancien Régime
- Circonscriptions religieuses sous l'Ancien Régime : paroisse : de Saint-Nicolas ; doyenné de Montagne ; archidiaconé de Bray ; diocèse de Beauvais[23]
- Circonscriptions administratives sous l'Ancien Régime (1789)[23] : élection de Montdidier ; grenier à sel de Grandvilliers ; coutume de Montdidier ; bailliage de Beauvais ; Intendance d'Amiens ; Parlement de Paris ; Gouvernement de Picardie.

### Une région mal desservie jusqu'auXIXesiècle

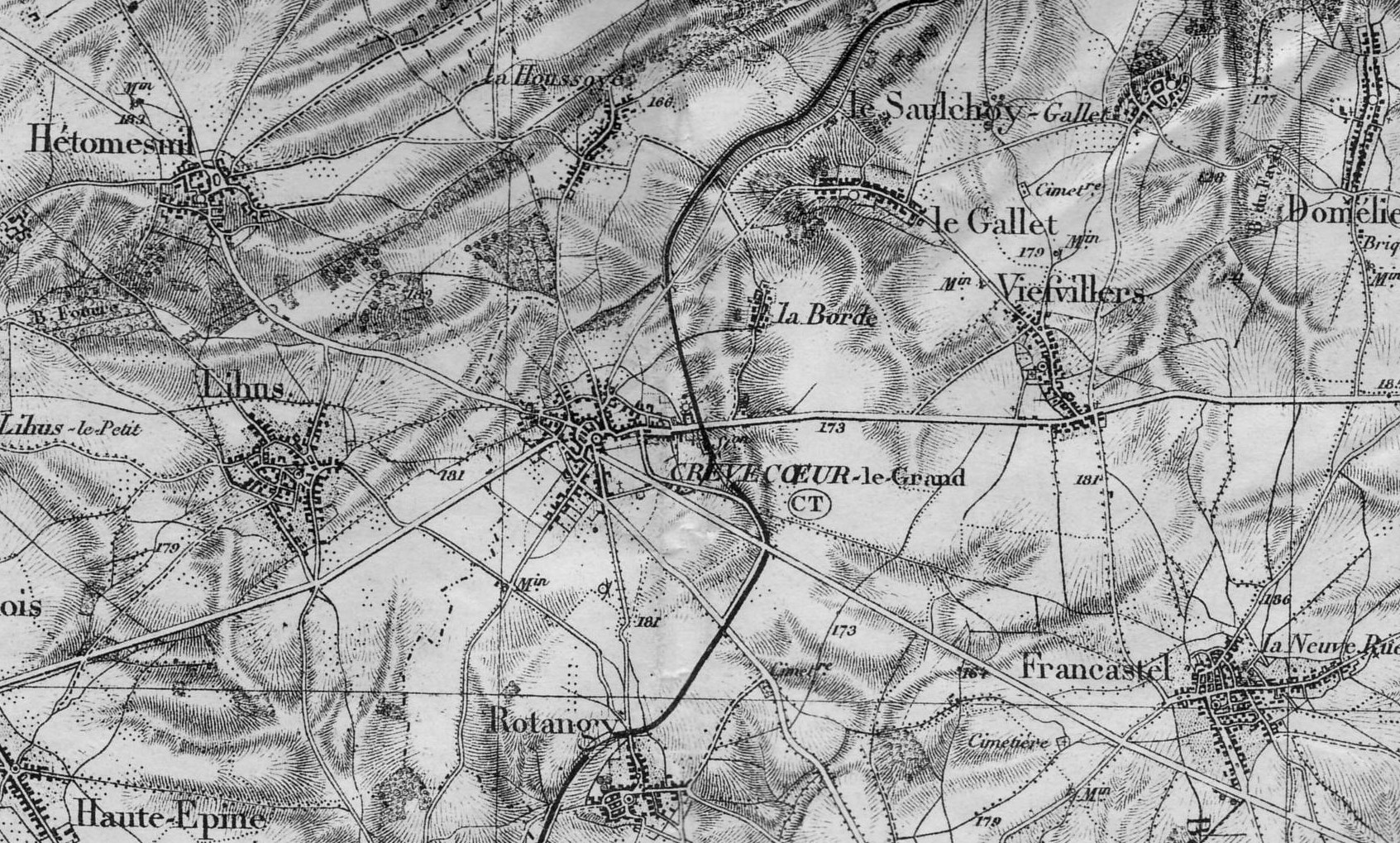
Carte d'état-major de 1885.

Autrefois isolé, le bourg est desservi par la RD 930 (ancienne RN 30 Rouen-La Capelle) depuis 1835, et par la route de Beauvais (actuelle D149) depuis 1825.
- Il fallait néanmoins deux heures pour se rendre à Breteuil en 1840 par la voiture publique, une voiture à cinq places qui faisait le trajet dans chaque sens une fois par jour[24].
- Le bourg n'est alors relié à Beauvais que par un service de voitures  fonctionnant plusieurs fois par semaine.

Vers 1830, il existait dans la commune une carrière, un four à chaux, une briqueterie et cinq moulins à vent (dont le moulin Alidor, représenté depuis 2005 sur le château d'eau).
Vers 1840, le nombre de moulins à vent s'élevait à 29 : le développement de l'agriculture était bien commencé, ainsi que l'attestent les splendides granges en brique de la seconde moitié du XIXe siècle qui parsèment la région.

### Les anciennes lignes de chemin de fer

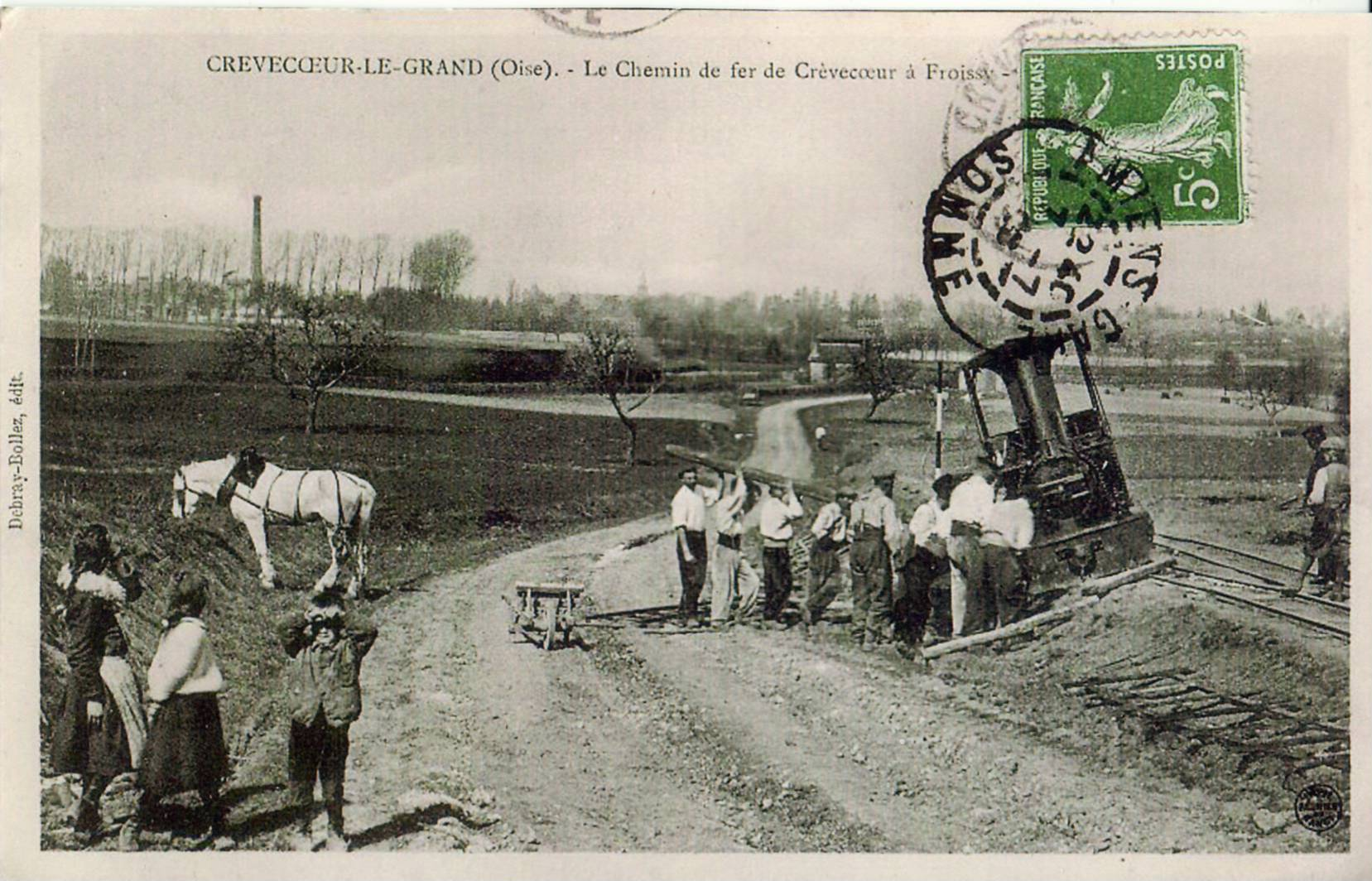
La ligne de Froissy en construction.

Crèvecœur était desservi par deux lignes de chemin de fer :
- la ligne de la Compagnie du Nord entre Beauvais - Amiens créée en 1877, qui cessa de transporter les voyageurs le 9 janvier 1939,
- en 1906, la ligne de chemin de fer secondaire Estrées-Saint-Denis - Froissy - Crèvecœur-le-Grand (le service voyageurs cessa en 1953).

En 2017, un chemin de fer touristique s'implante en Gare de Crèvecœur-le-Grand vers celle de Rotangy, avec le soutien de la commune et de l'intercommunalité.
| Ligne Beauvais - Amiens Horaires de 1938. | Ligne Saint-Just - Crèvecœur Horaires de 1938. |
| ----------------------------------------- | ---------------------------------------------- |
|                                           |                                                |

Crècœur-le-Grand au tout début du XXe siècle
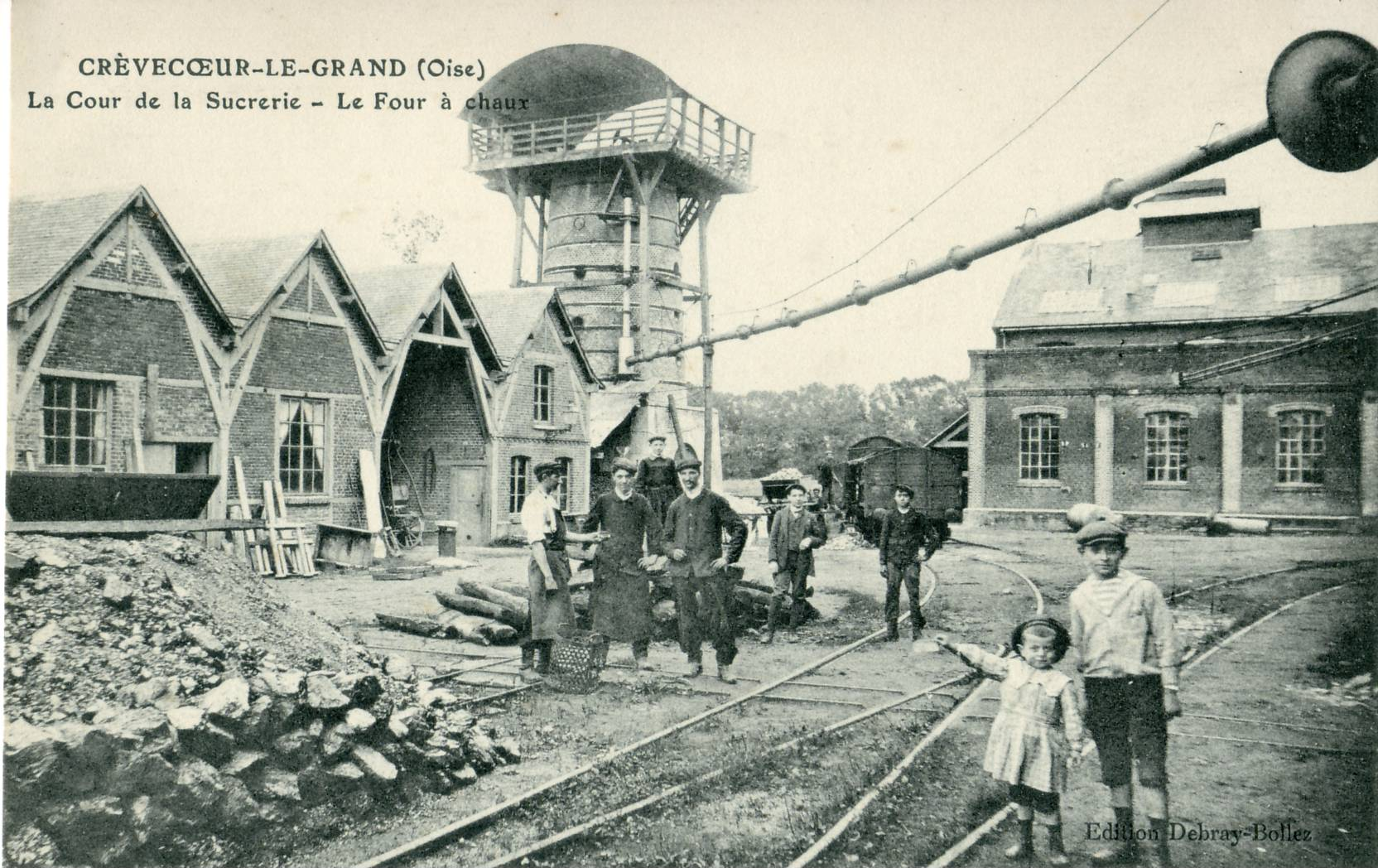
L'ancienne sucrerie et four à chaux.(actuelle scierie Petit)
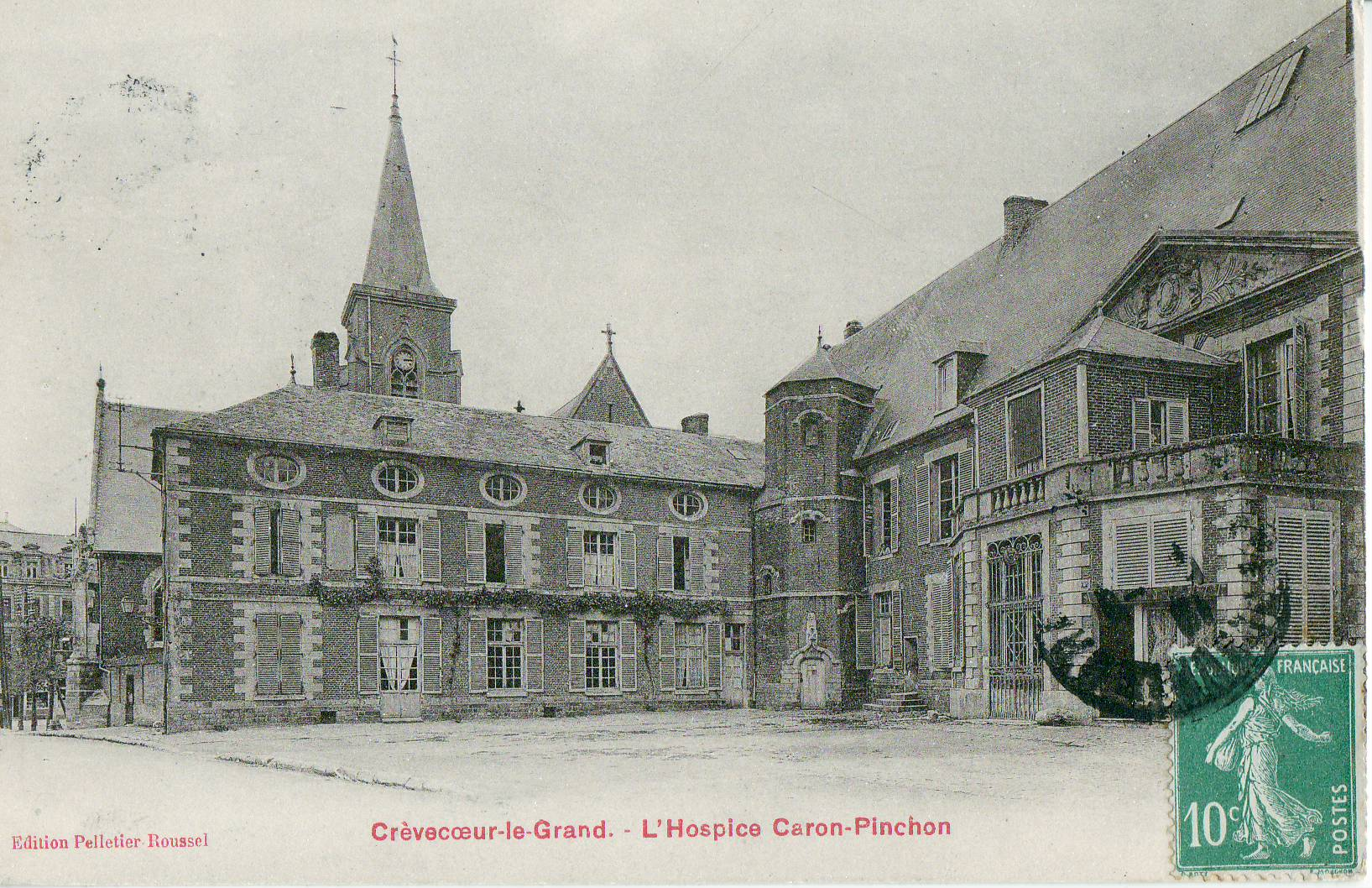
Le château de Crèvecœur-le-Grand est utilisé de longue date comme hôpital-hospice.
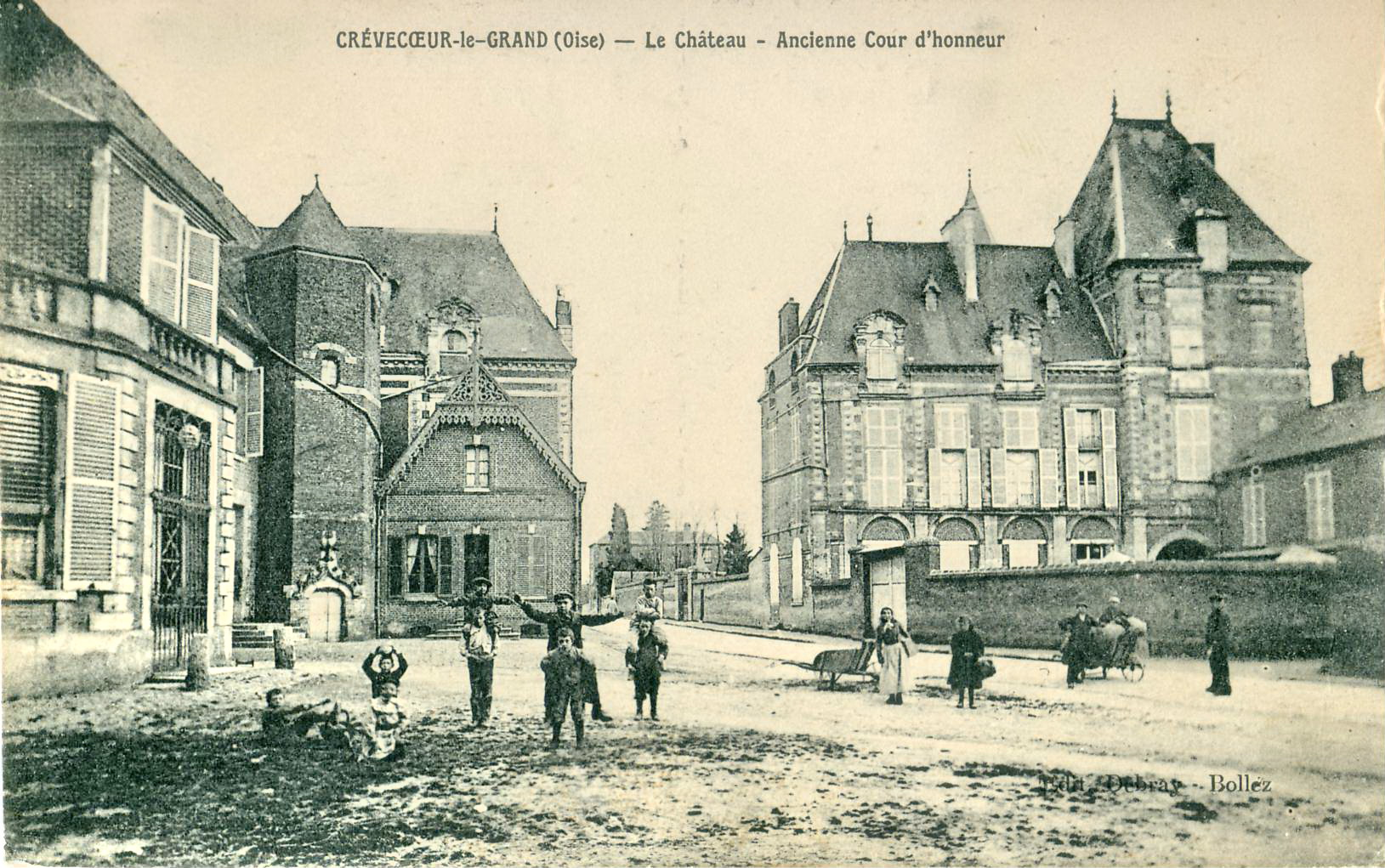
Le château.
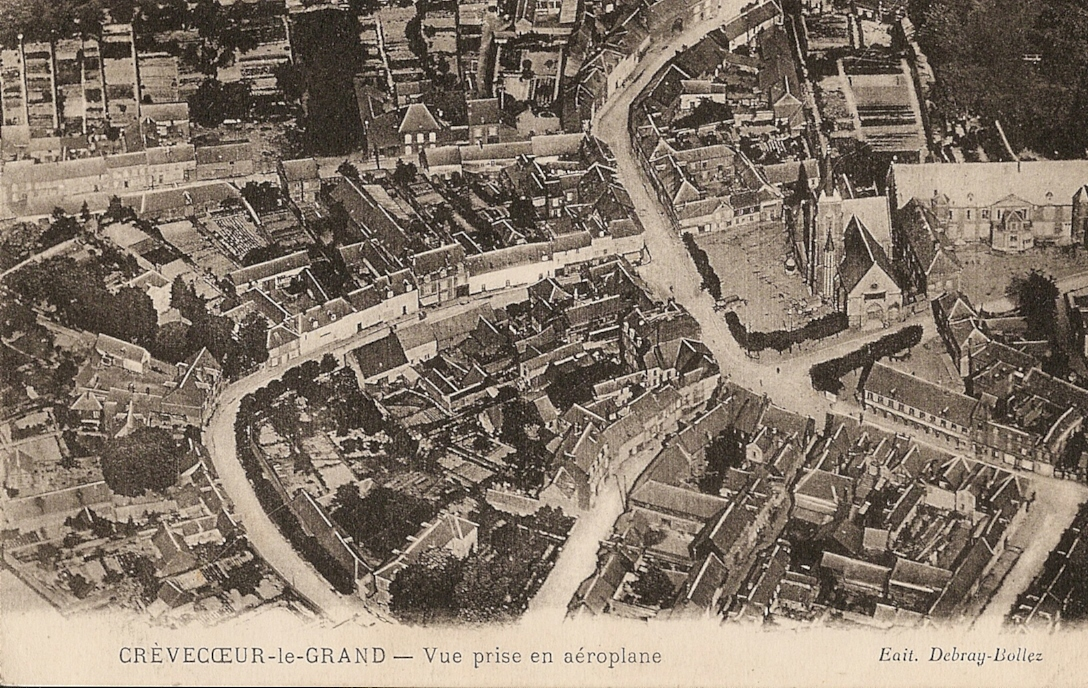
Le centre-ville, avant les destructions de la Seconde Guerre mondiale.

### Les deux guerres mondiales

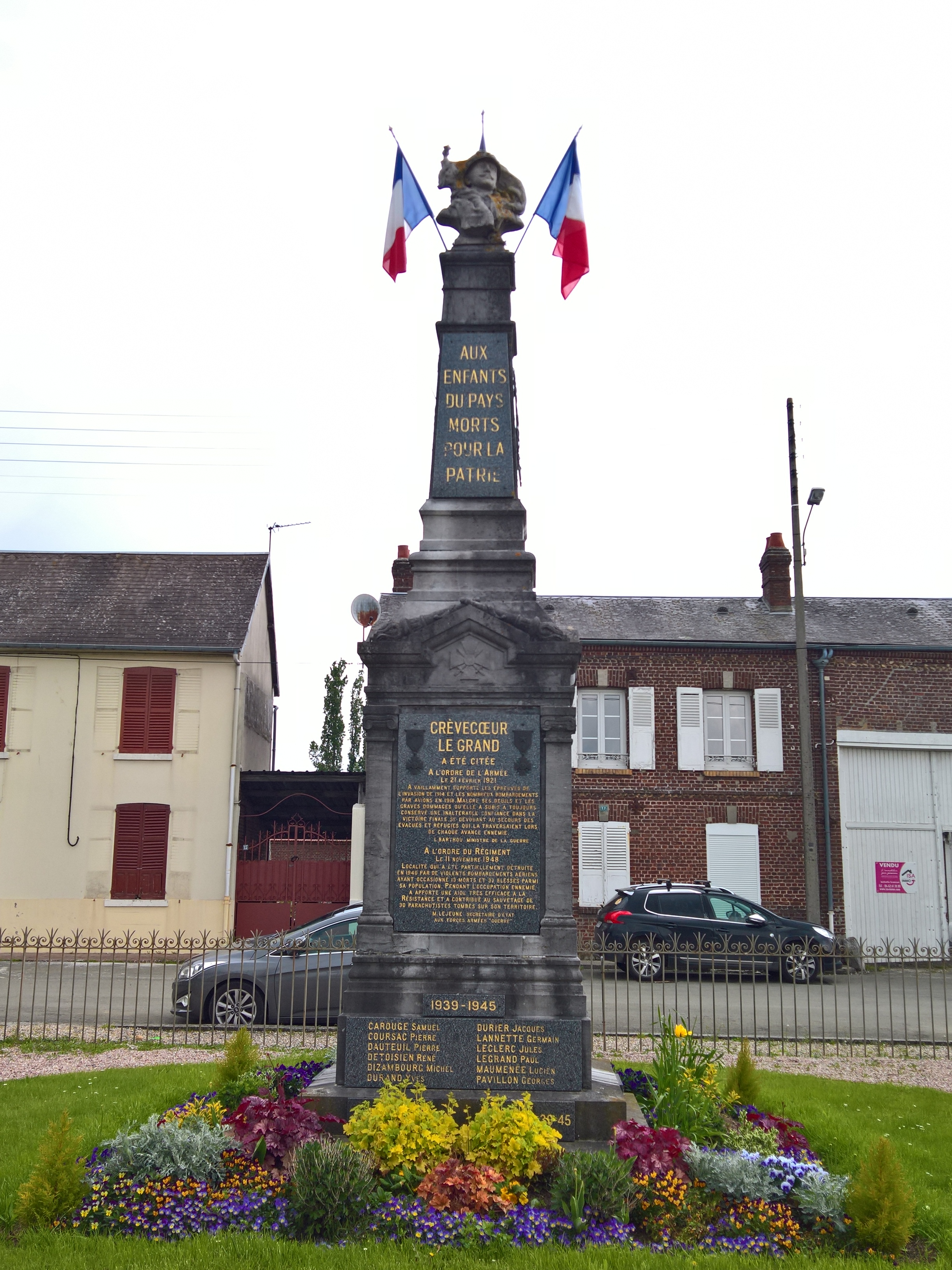
Monument aux morts, place de la Prairie
La plaque mentionne les deux croix de guerre délivrées à la commune

Durant la Première Guerre mondiale, le camp de Crèvecœur se trouvait sur la commune.
Pendant la bataille de la Somme, la ville se trouve à une quarantaine de kilomètres à l'arrière du front, et subit d'importants dommages, tel le bombardement de la nuit du 18 au 19 mai 1918 où 103 bombes dévastèrent la commune, qui lui valent de recevoir la Croix de guerre le 21 février 1921. Bien desservie par les chemins de fer, grâce à la gare de Crèvecœur-le-Grand, elle accueille un centre d'instruction et un hôpital militaire, situé à l'emplacement de l'actuel EREA. En 1916, des soldats indochinois étaient stationnés dans la commune,..
Des aérostats (appelés saucisses) de protection contre l'aviation ennemie ont été stationnés en juin 1918 dans une carrière près du bourg,.
Durant la Seconde Guerre mondiale, lors de la bataille de France, le 27 mai 1940, Charles de Gaulle, alors colonel commandant la 4e division cuirassée, reçoit ses ordres au château de Crèvecœur-le-Grand.
Les  20 mai et 7 juin 1940, le bourg est lourdement  bombardé par l'armée allemande, et le centre du bourg est totalement détruit, ce qui lui vaut d'être à nouveau décorée de la Croix de guerre le 11 novembre 1948.

## Politique et administration

### Rattachements administratifs et électoraux

#### Rattachements administratifs
La commune se trouve depuis 1950 dans l'arrondissement de Beauvais du département de l'Oise.
Elle était depuis 1793 le chef-lieu du canton de Crèvecœur-le-Grand. Dans le cadre du redécoupage cantonal de 2014 en France, cette circonscription administrative territoriale a disparu, et le canton n'est plus qu'une circonscription électorale.

#### Rattachements électoraux
Pour les élections départementales, la commune fait partie depuis 2014 du canton de Saint-Just-en-Chaussée
Pour l'élection des députés, elle fait partie de la première circonscription de l'Oise.

### Intercommunalité
La commune faisait partie de la communauté de communes de Crèvecœur-le-Grand Pays Picard A16 Haute Vallée de la Celle (CCC) créée fin 1992.
Dans le cadre des dispositions de la loi portant nouvelle organisation territoriale de la République (loi NOTRe) du 7 août 2015, qui prévoit que les établissements publics de coopération intercommunale (EPCI) à fiscalité propre doivent avoir un minimum de 15 000 habitants, le préfet de l'Oise a publié en octobre 2015 un projet de nouveau schéma départemental de coopération intercommunale, qui prévoit la fusion de plusieurs intercommunalités, et notamment celle de Crèvecœur-le-Grand (CCC) et celle des Vallées de la Brèche et de la Noye (CCVBN), soit une intercommunalité de 61 communes pour une population totale de 27 196 habitants.
Après avis favorable de la majorité des conseils communautaires et municipaux concernés(et malgré les souhaits de la commune, qui aurait souhaité être rattachée à la communauté d'agglomération du Beauvaisis), cette intercommunalité dénommée communauté de communes de l'Oise picarde (CCOP), dont la commune est créée au 1er janvier 2017 et comprend la commune.
Toutefois, la commune et huit autres issues de l'ex-CCC, qui font partie de l'aire urbaine de Beauvais, protestent contre leur intégration au sein de la CCOP, et demandent leur rattachement à la communauté d'agglomération du Beauvaisis (CAB), en soulignant leur proximité territoriale avec la ville préfecture, et afin de voir leurs administrés profiter des équipements et des projets portés par la CAB tout en évitant une forte augmentation de leur fiscalité locale liée à l'harmonisation des taux de ces impôts entre l'ex-CCC et l'ex-CCVBN.
Au terme de ce processus, la commune intègre le 1er janvier 2018 la communauté d'agglomération du Beauvaisis, la portant ainsi à 53 communes.

### Tendances politiques et résultats
Les élections municipales 2008 ont vu la réélection de la liste conduite par André Coët. Toutefois, en raison de la distribution de tracts anonymes et diffamatoires quelques jours avant le second tour, 
ces élections ont été annulées par le Tribunal administratif d'Amiens. Le nouveau scrutin, organisé le 20 juillet 2008, a vu la réélection de la totalité de la liste Coët dès le premier tour du scrutin. Celui-ci, jusqu'alors membre de l'UMP, avait rendu sa carte en 2008 après la fermeture de la trésorerie de Crèvecœur. Pour l'élection régionale de 2015 en Nord-Pas-de-Calais-Picardie, André Coët est candidat malheureux sur la liste du Front national pour l'Oise.
Lors des élections municipales de 2014, la liste de d'André Coët remporte la majorité des suffrages exprimés dès le premier tour, avec 980 voix (58,61 %, 19 sièges) contre celle de Gérard Wallet  avec 692 voix (41,38 % et 4 sièges).
Pour les élections municipales de 2020, la liste SE  du maire sortant André Coët était opposée à celle menée par Aymeric Bourleau, jusqu'alors son premier-adjoint, son opposant historique, Pierre Mabire, n'ayant finalement pas déposé de liste. Dès le premier tour, la liste menée par Aymeric Bourleau remporte l'élection avec 52,01 % des suffrages exprimés et un écart de 52 voix par rapport à la liste menée par André Coët et 47,98 %, lors d'un scrutin marqué par 52 % d'abstention,. Le recours formé par le maire sortant est rejeté par le tribunal administratif en septembre 2020.

### Liste des maires
| Période   | Période                       | Identité                               | Étiquette                      | Qualité |
| --------- | ----------------------------- | -------------------------------------- | ------------------------------ | --- |
| 1790      |                               | Pierre Delavacquerie                   |                                | |
| 1791      |                               | Louis Crucifix                         |                                | |
| 1791      |                               | Adrien Leroux                          |                                | |
| 1792      |                               | Jacques Traversier                     |                                | |
| 1795      |                               | Noël Caron ou Pierre Delavacquerie     |                                | Nommé par André Dumont, représentant du peuple |
| 1797      | 1800                          | Jean-Baptiste Graux                    |                                | Président de l'administration municipal de Crèvecœur-le-Grand |
| 1799      |                               | Jean-Baptiste Hennebert Charles leroux |                                | Commissaire du pouvoir exécutif Agent pour Crevecœur |
| 1800      |                               | Pierre legrand                         |                                | |
| 1801      |                               | Jacques Auger                          |                                | Conseiller d'arrondissement |
| 1809      |                               | Leverve                                |                                | |
| 1815      |                               | Noël Caron                             |                                | |
| 1830      |                               | Alexandre de la Rochefoucault          |                                | Comte |
| 1831      |                               | Prévost-Bordez                         |                                | |
| 1833      |                               | Narcisse Hamel                         |                                | Pharmacien |
| 1847      |                               | Deberny                                |                                | Conseiller d'arrondissement |
| 1860      |                               | Pierre Judenne                         |                                | |
| 1870      |                               | Charles Lenglet                        |                                | Faisant fonction de maire par intérim |
| 1870      |                               | Charles Pisson                         |                                | |
| 1870      |                               | Alexandre Bollez                       |                                | Président de la commission administrative |
| 1871      |                               | Paul Dufour                            |                                | |
| 1878      |                               | Jean-Baptiste Caron                    |                                | |
| 1881      |                               | Hippolyte Grégoire                     |                                | |
| 1884      |                               | Lous Fouche                            |                                | |
| 1888      |                               | Jean-Baptiste Lefèvre                  |                                | |
| 1890      |                               | Charles Pisson                         |                                | |
| 1895      |                               | Jean Saune                             |                                | |
| 1896      | 1910                          | Sosthène Letalle                       |                                | Conseiller général de Crèvecœur-le-Grand (1902 → 1910) |
| 1910      |                               | Jules Pouget                           |                                | |
| 1912      |                               | Jammy Schmidt                          |                                | |
| 1915      |                               | Clovis Petit                           |                                | |
| 1917      |                               | Jammy Schmidt                          | Rad. soc.                      | Conseiller général de Crèvecœur-le-Grand (1913 → 1940) Président du conseil général de l'Oise (1931 → 1940) Député de l'Oise (1921 → 1940) Sous-secrétaire d'État aux finances (1925 → 1925) Passager du Massilia en juin 1940 lors de la tentative d'évacuation du gouvernement français. |
| 1940      |                               | Marceau Beaussang                      |                                | Adjoint faisant fonction de maire |
| 1941      |                               | Marceau Beaussang                      |                                | |
| 1941      |                               | Paul Fromentin                         |                                | Président de la délégation spéciale nommée par le gouvernement de Vichy |
| 1944      |                               | Henri Vilette                          |                                | Président de la commission municipale provisoire |
| 1944      |                               | Albert Duport                          |                                | Faisant fonction par arrêté préfectoral puis élu par la municipalité provisoire |
| 1945      |                               | Maurice Cottin                         |                                | Conseiller général de Crèvecœur-le-Grand (1945 → 1959) |
| 1959      |                               | Louis Despaty                          |                                | |
| 1959      |                               | Maurice Duytsche                       |                                | |
| 1977      | 2001                          | Pierre Varlet                          | RPR                            | Commerçant Conseiller général de Crèvecœur-le-Grand (1985 → 2004) |
| mars 2001 | mai 2020                      | André Coët,                            | UMP puis apparenté FN puis DVD | Conseiller général de Crèvecœur-le-Grand (2004 → 2015) Vice-président de la CC de Crèvecœur-le-Grand (2014 → 2016) |
| mai 2020  | En cours (au 31 octobre 2023) | Aymeric Bourleau                       |                                | Vice-président de la CA du Beauvaisis (2020 → ) |

## Équipements et services publics

### Enseignement
La commune dispose de l'école maternelle « Les Petits Bourgeons » et l'école élémentaire « Henri Villette », qui accueillent également les enfants de Rotangy, et disposent d'une restauration scolaire.
L'EREA (Établissement régional d'enseignement adapté) accueille dans l'ancien sanatorium de la Première Guerre mondiale 135 élèves (dont 95 internes) ayant des difficultés scolaires persistantes ou des difficultés sociales ou familiales, de la 6e à la 3e, ainsi qu'en CAP fleuriste, maçonnerie, jardinier paysagiste ou menuisier. Sur la proposition de son conseil d'administration, l'EREA a pris le nom de Joséphin-Baker en septembre 2019. Il accueille en 2022 96 élèves et affiche un taux de réussite de 90 % en CAP,.
Un nouveau collège pour 600 élèves, réalisé dans le cadre du « Plan Collège du Futur » du département de l'Oise, remplaçant les anciens locaux situés dans le centre-ville, vétuste, est inauguré à la rentrée 2021. Il comprend 33 salles d'enseignement, une salle numérique, un studio dédié à des exercices de web radio et de web télévision, un gymnase de 1 000 m2, avec un mur d'escalade de 9 mètres de haut et une restauration scolaire de 450 couverts. C'est le premier collège construit dans l'oise depuis 2004,,,.
Situé à l'extrémité est du bourg, dans la zone d'activités, le collège Jean-le-Féron est desservi par un service de ramassage scolaire intra-muros mis en place par l'intercommunalité, qui se rajoute aux autocars scolaires qui sillonnent les villages avoisinants. La commune a, elle, aménagé une voie verte le long de la RD 930, longue de 950 m. qui assure un accès sécurisé au collège.

### Santé
L'hôpital local Jean-Baptiste-Caron gère un service de soins de suite et de réadaptation (moyen séjour : 20 lits + projet d'unité cognitivo-comportemental de 10 lits), des EHPAD (hébergement médicalisé : 204 personnes), des soins infirmiers à domicile (42 personnes) et une équipe spécialisée Alzheimer à domicile (10 places). Il aide le centre hospitalier de Beauvais à développer des consultations médicales spécialisées et l'hospitalisation à domicile. Il loge plusieurs associations en « maison inter-associative santé social » pour un meilleur accès aux soins et à la prévention de la population rurale. I l propose aux aidants familiaux de personnes âgées à domicile une formation gratuite. Il aide la communauté hospitalière à domicile du territoire de santé Oise Ouest dans le soutien à domicile des personnes âgées et de leurs aidants[réf. nécessaire]
La municipalité a créé une maison de santé permettant d'accueillir douze professionnels de santé : cinq médecins, un podologue, un cabinet d'infirmerie et un autre de kinésithérapie, tout en maintenant l'attractivitédu bourg en termes d'offre médicale. Sa fugace incorporation en 2017 à la communauté de communes de l'Oise Picarde (CCOP) a reporté ce projet, Crèvecœur souhaitant son rattachement en 2018 à la communauté d'agglomération du Beauvaisis et la CCOP estimant ne pas avoir compétence pour réaliser l'équipement,. Le projet devrait redémarrer en 2018 sous les auspices de la nouvelle intercommunalité,.

### Équipements culturels
- Médiathèque, installée dans l'ancien Hôtel de l'Écu, qui existait déjà en 1663.
- Le centre social de Froissy - Crèvecœur propose des activités culturelles nombreuses et variées sur les communes des anciens cantons de Froissy et Crèvecœur-le-Grand[78].

### Justice, sécurité, secours et défense
La commune s'est dotée d'un système de vidéosurveillance constitué d'une vingtaine de caméras, nombre destiné à croitre en 2019. Elle dispose d'une policière municipale.

### Autres équipements
La salle des fêtes est rénovée en 2020, mais la municipalité souhaite racheter les anciens locaux du Collège Jean-le-Féron pour y construire un nouveau gymnase et y aménager une nouvelle salle des fêtes, remplaçant l'actuel équipement, où pourrait être aménagé une halle

## Population et société

### Démographie

#### Évolution démographique
L'évolution du nombre d'habitants est connue à travers les recensements de la population effectués dans la commune depuis 1793. Pour les communes de moins de 10 000 habitants, une enquête de recensement portant sur toute la population est réalisée tous les cinq ans, les populations de référence des années intermédiaires étant quant à elles estimées par interpolation ou extrapolation. Pour la commune, le premier recensement exhaustif entrant dans le cadre du nouveau dispositif a été réalisé en 2004.

En 2022, la commune comptait 3 458 habitants, en évolution de −2,65 % par rapport à 2016 (Oise : +0,87 %, France hors Mayotte : +2,11 %).
| 1793  | 1800  | 1806  | 1821  | 1831  | 1836  | 1841  | 1846  | 1851  |
| ----- | ----- | ----- | ----- | ----- | ----- | ----- | ----- | ----- |
| 1 928 | 2 000 | 2 181 | 2 181 | 2 345 | 2 310 | 2 394 | 2 419 | 2 410 |

| 1856  | 1861  | 1866  | 1872  | 1876  | 1881  | 1886  | 1891  | 1896  |
| ----- | ----- | ----- | ----- | ----- | ----- | ----- | ----- | ----- |
| 2 389 | 2 538 | 2 335 | 2 189 | 2 359 | 2 346 | 2 470 | 2 293 | 2 189 |

| 1901  | 1906  | 1911  | 1921  | 1926  | 1931  | 1936  | 1946  | 1954  |
| ----- | ----- | ----- | ----- | ----- | ----- | ----- | ----- | ----- |
| 2 228 | 2 141 | 2 110 | 2 088 | 2 146 | 2 140 | 2 117 | 1 910 | 2 092 |

| 1962  | 1968  | 1975  | 1982  | 1990  | 1999  | 2004  | 2006  | 2009  |
| ----- | ----- | ----- | ----- | ----- | ----- | ----- | ----- | ----- |
| 2 252 | 2 652 | 2 868 | 2 922 | 2 996 | 3 076 | 3 154 | 3 326 | 3 337 |

| 2014  | 2019  | 2022  | - | - | - | - | - | - |
| ----- | ----- | ----- | - | - | - | - | - | - |
| 3 538 | 3 503 | 3 458 | - | - | - | - | - | - |

#### Pyramide des âges
La population de la commune est relativement jeune.
En 2018, le taux de personnes d'un âge inférieur à 30 ans s'élève à 35,5 %, soit en dessous de la moyenne départementale (37,3 %). À l'inverse, le taux de personnes d'âge supérieur à 60 ans est de 28,7 % la même année, alors qu'il est de 22,8 % au niveau départemental.
En 2018, la commune comptait 1 654 hommes pour 1 865 femmes, soit un taux de 53 % de femmes, légèrement supérieur au taux départemental (51,11 %).
Les pyramides des âges de la commune et du département s'établissent comme suit.
| Hommes | Classe d’âge | Femmes |
| ------ | ------------ | ------ |
| 1,2    | 90 ou +      | 4,3    |
| 7,9    | 75-89 ans    | 12,7   |
| 15,4   | 60-74 ans    | 15,5   |
| 19,1   | 45-59 ans    | 18,4   |
| 17,8   | 30-44 ans    | 16,6   |
| 18,3   | 15-29 ans    | 14,5   |
| 20,4   | 0-14 ans     | 18,1   |

| Hommes | Classe d’âge | Femmes |
| ------ | ------------ | ------ |
| 0,5    | 90 ou +      | 1,4    |
| 5,5    | 75-89 ans    | 7,6    |
| 15,6   | 60-74 ans    | 16,3   |
| 20,8   | 45-59 ans    | 20     |
| 19,4   | 30-44 ans    | 19,4   |
| 17,6   | 15-29 ans    | 16,2   |
| 20,6   | 0-14 ans     | 19,1   |

### Manifestations culturelles et festivités
- La foire Saint-Martin, instaurée sous Louis XI, regroupe 800 exposants (matériel agricole, voiture, caravane, charcuterie, etc.), ainsi qu'un marché aux bestiaux, avenue de la Prairie, chaque samedi d'avant le 11 novembre. Sa 557e édition a eu lieu en 2021[86].

- La foire aux Puces, organisée depuis 1970 a lieu chaque jeudi de l'Ascension, est la plus grande brocante de l'Oise. Sa 47e édition a eu lieu le 25 mai 2017 et le nombre d'exposants – près de 2 000 – ainsi que celui des visiteurs, venus de toute l'Europe, la place parmi les principales manifestations du nord de la France, derrière la braderie de Lille et la grande réderie d'Amiens[87],[88],[89].

- Les fêtes François-Ier se déroulent tous les ans en souvenir du passage du roi François Ier en 1520 à Crèvecœur, sur la route du camp du Drap d'Or. Plus de 300 habitants y participent, en costumes de l'époque[90],[91].

- Le salon du modélisme organisé par Association des modélistes ferroviaires de la région d'Amiens (AMFRA) a lieu à Crèvecœur en 2016 et 2021[92]

## Économie
Le bourg bénéficie de l'implantation de plusieurs PME : fabrique de chiffons, maintenance d'éoliennes, recyclage de papier, produits pharmaceutiques, scierie Petit, ou encore équipements pour la production de produits en béton.
Outre la Foire Saint-Martin, un marché rural a lieu tous les dimanches matin sur la place depuis 1995, en complément du petit marché traditionnel du jeudi, dont la création date de l'Ancien Régime.

## Culture locale et patrimoine

### Lieux et monuments

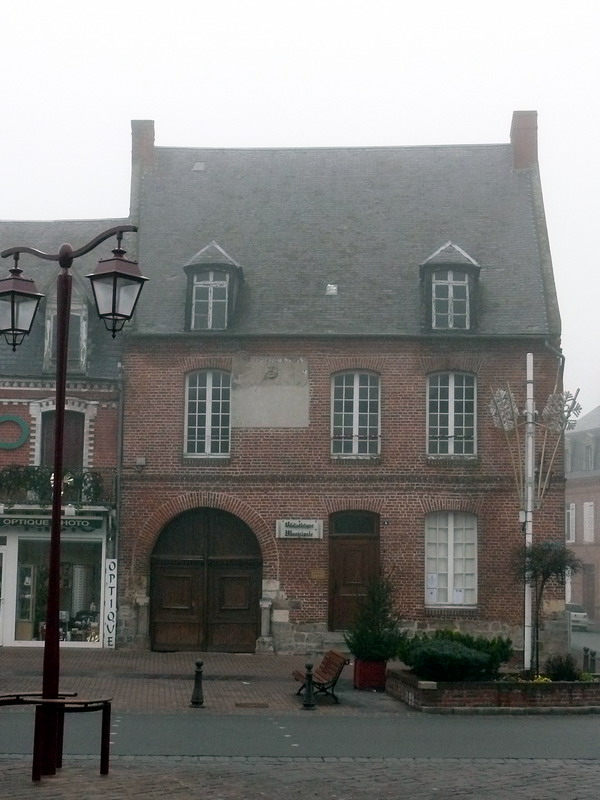
La médiathèque, avec son cadran solaire, est l'ancienne Auberge de l'Écu où Alexandre Dumas fit s'arrêter ses mousquetaires.

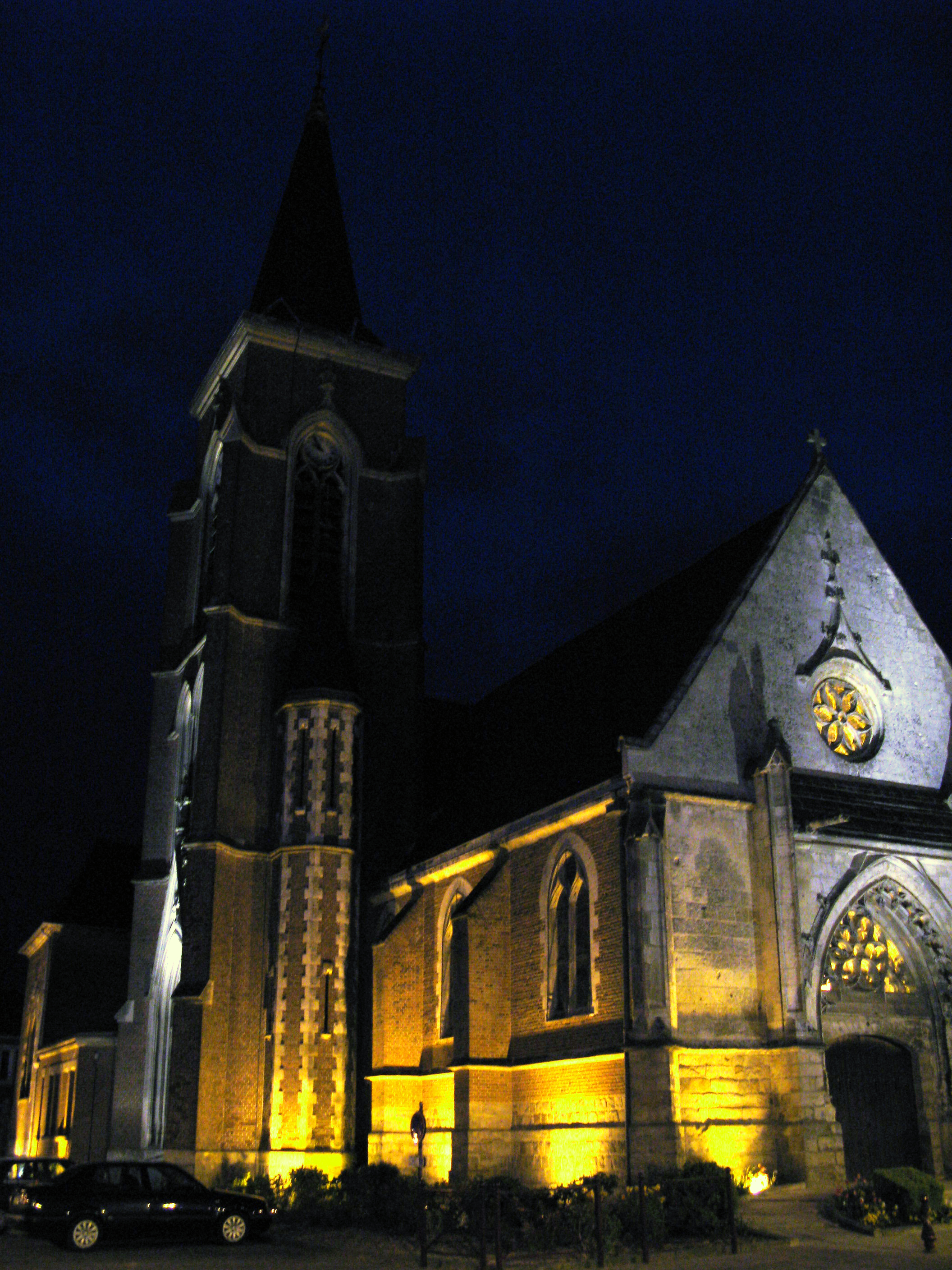
Vue nocturne de l'église.

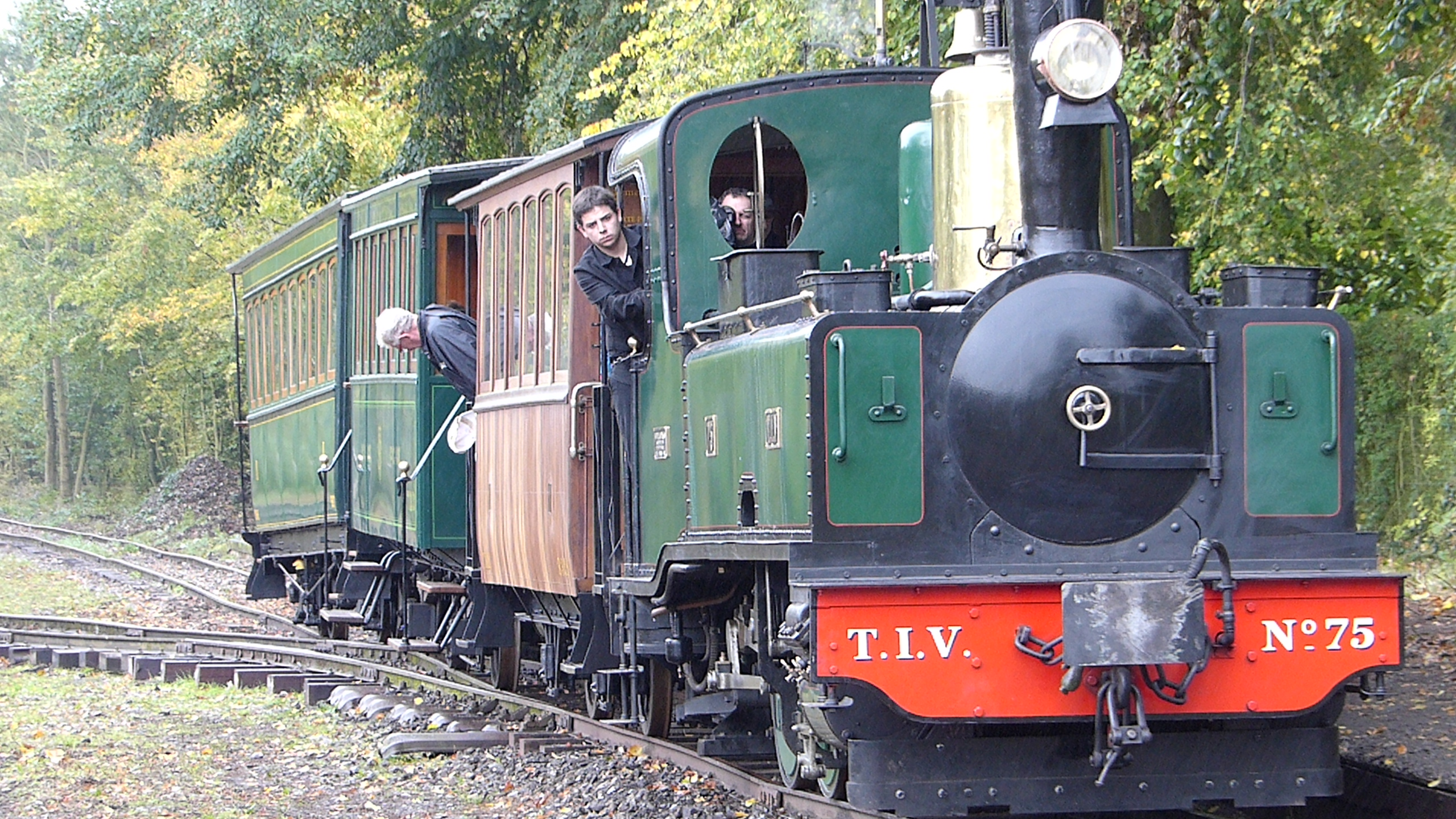
Rame inaugurale du Train à vapeur du Beauvaisis en 2015.

- Château des XVIe et XVIIe siècles, qui était censé être l'un des plus beaux de l'époque. François Ier[97] et Louis XIV[98] s'y rendirent.
Après la Révolution française, la propriété est démantelée et vendue par lots à différents particuliers en 1842. Afin de permettre le passage d'une rue (aujourd'hui transformée en voie piétonne), l'aile sud fut séparée du corps de logis. Elle abrite aujourd'hui les services de la mairie, les autres bâtiments étant utilisés par l'hôpital local.

Le château
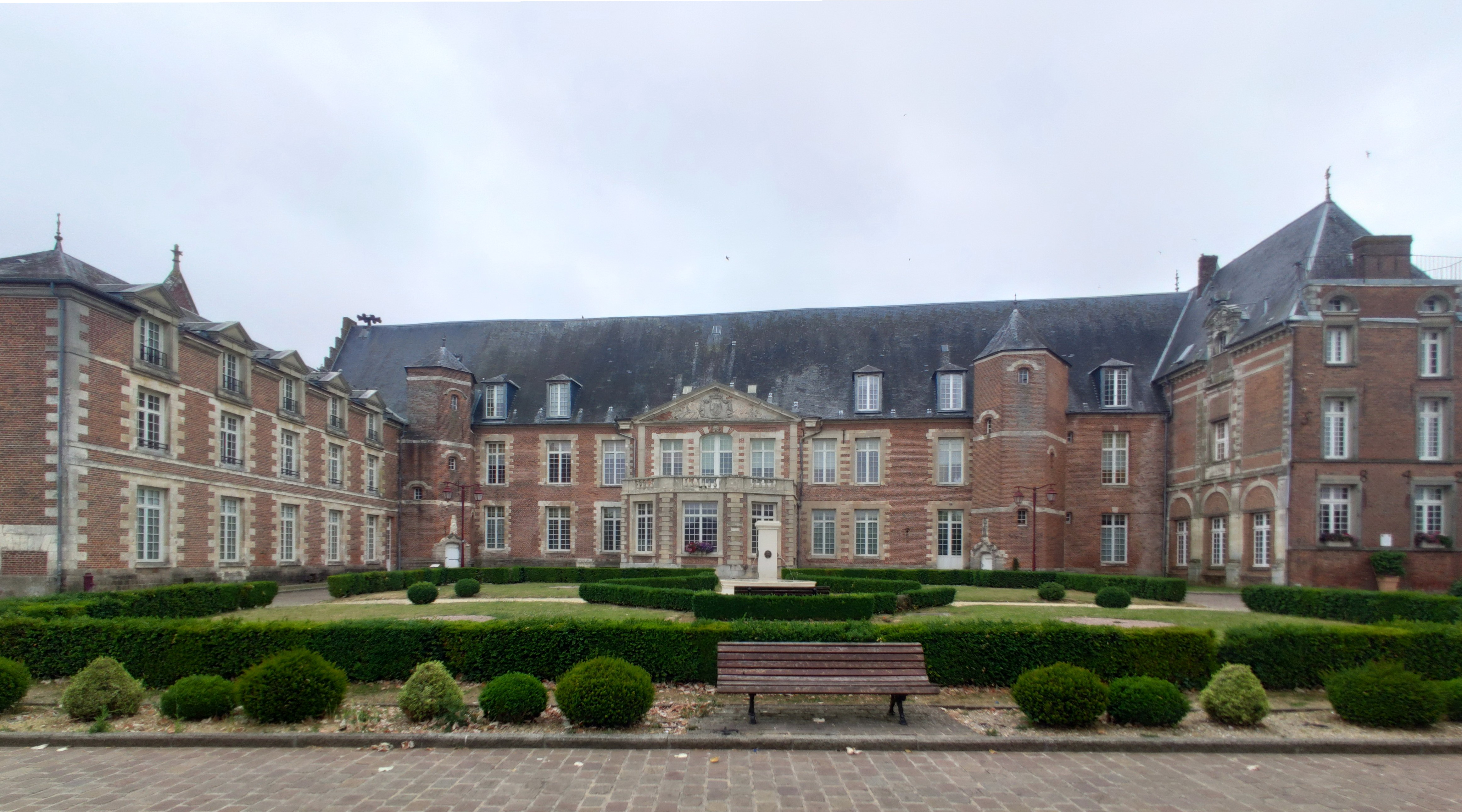
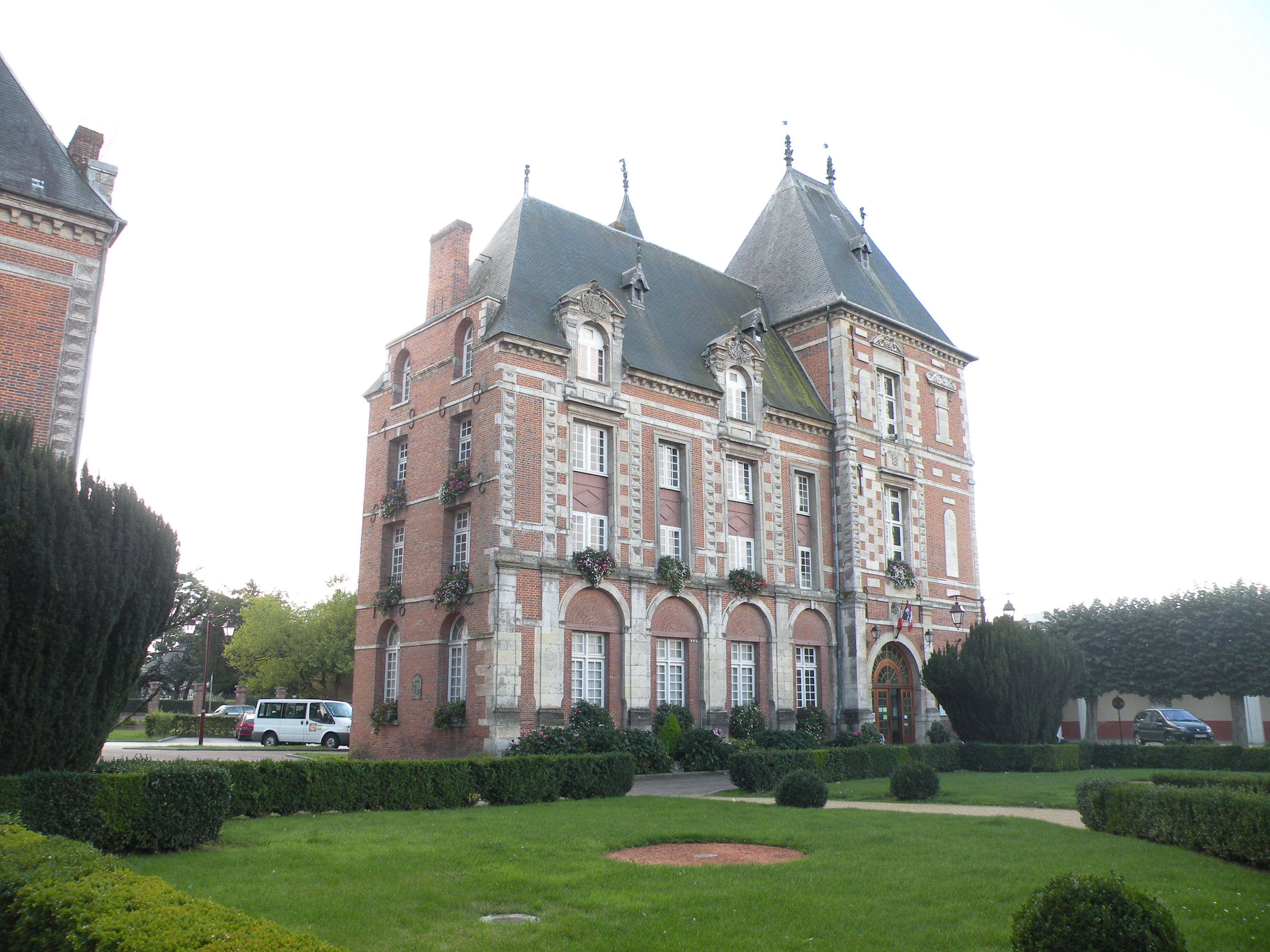
La mairie
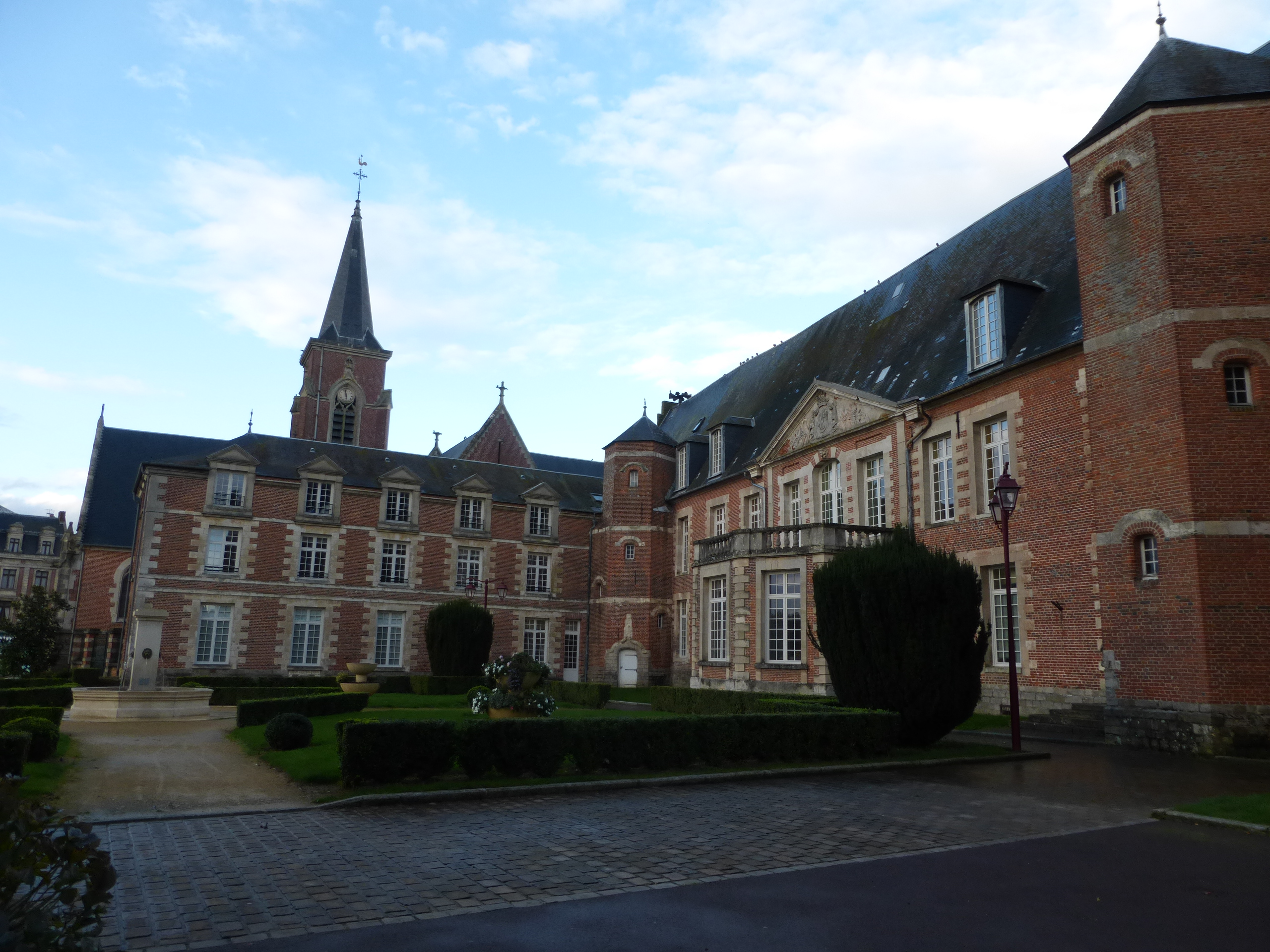

- Maison, 1 rue du Presbytère : étage de la fin du XVIIIe siècle ou du début du XIXe siècle. Le rez-de-chaussée a, lui, été remanié pour respecter l'alignement et créer un encorbellement.
- Église Saint-Nicolas, dont la tourelle et le clocher datent du XIIe siècle et l'ensemble de l'édifice du XIVe siècle. Mobilier du XVIIIe siècle, dont une chaire datant de 1780[99].

L'église Saint-Nicolas
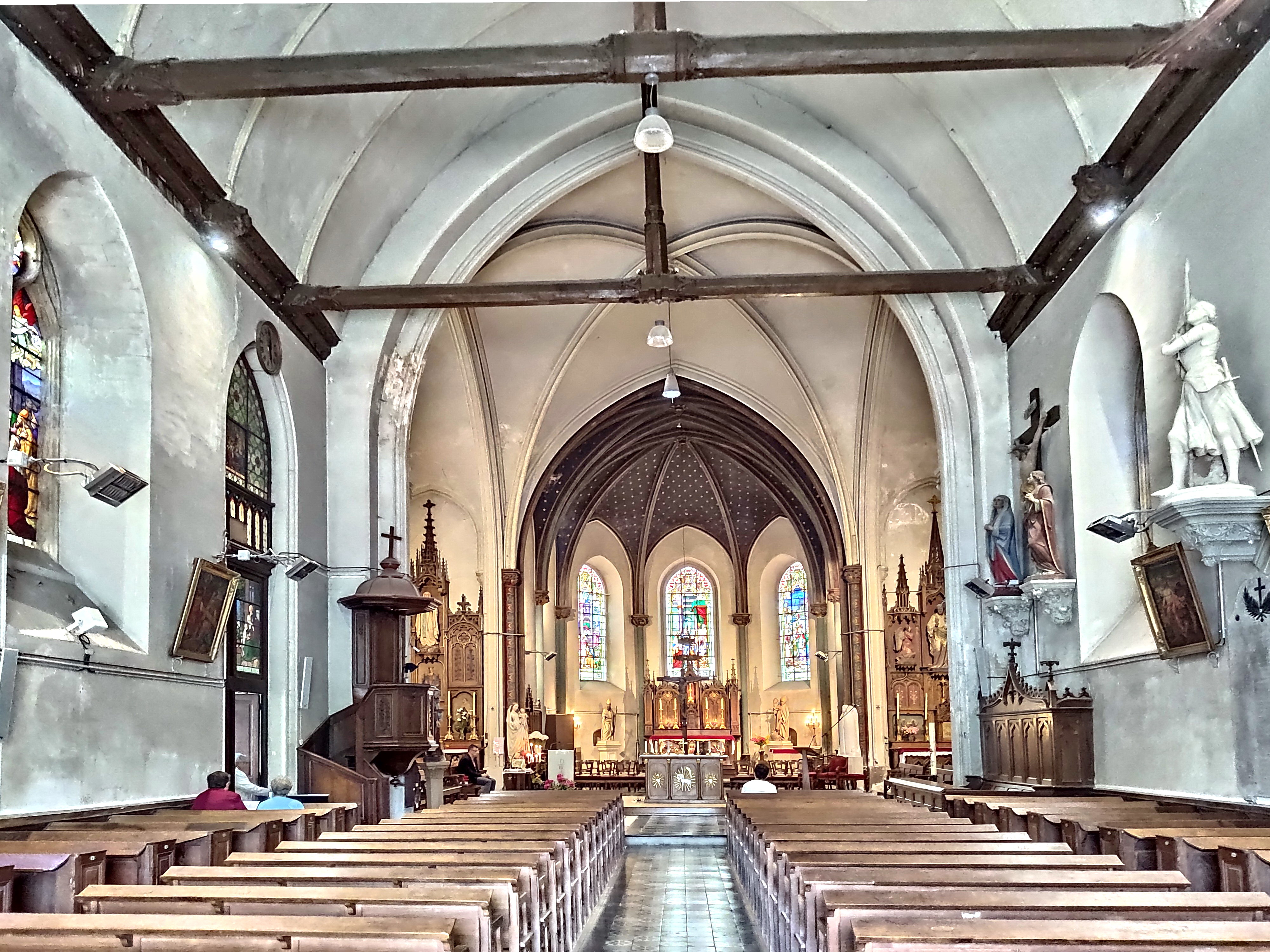
La nef
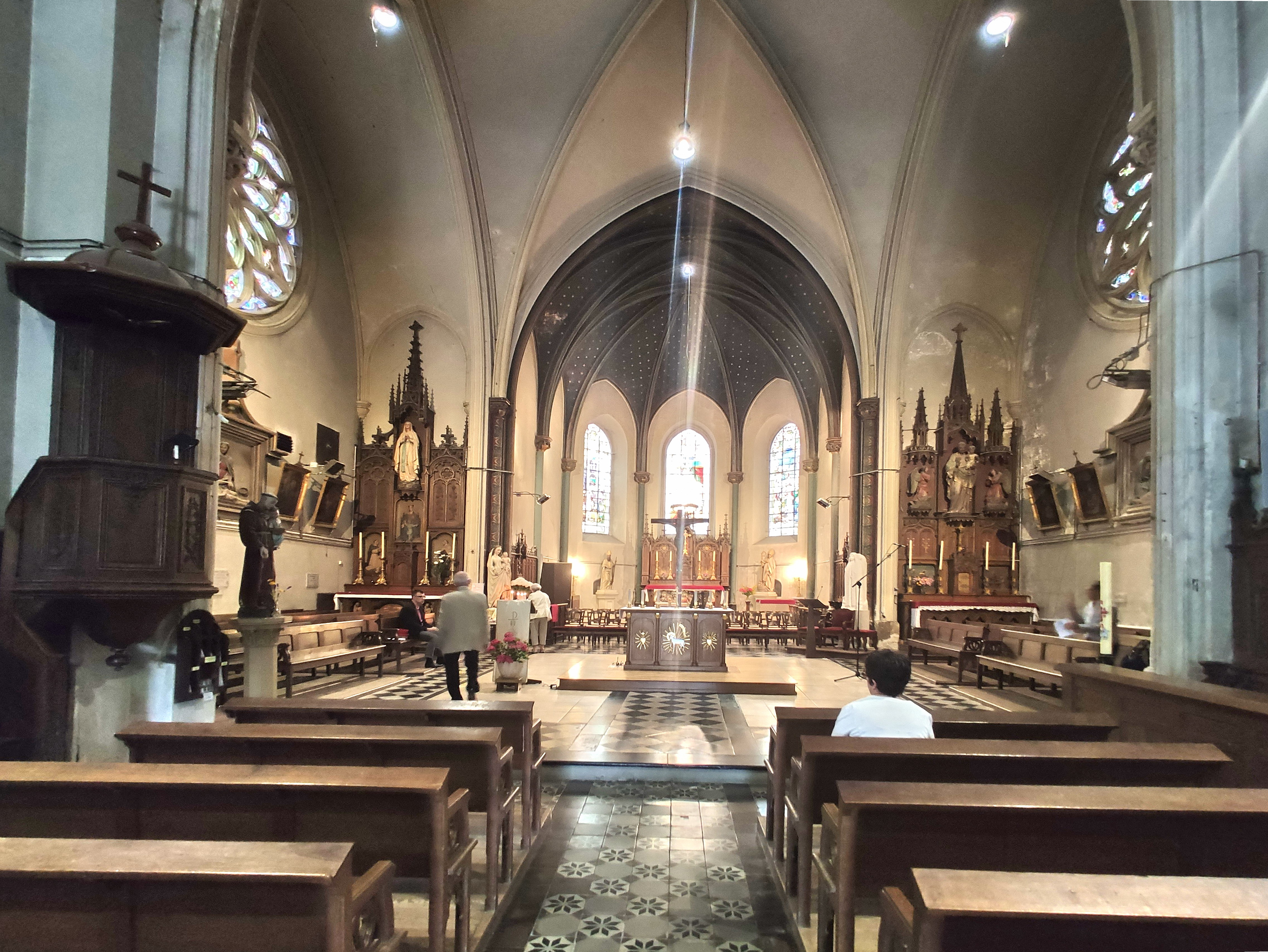
Le chœur
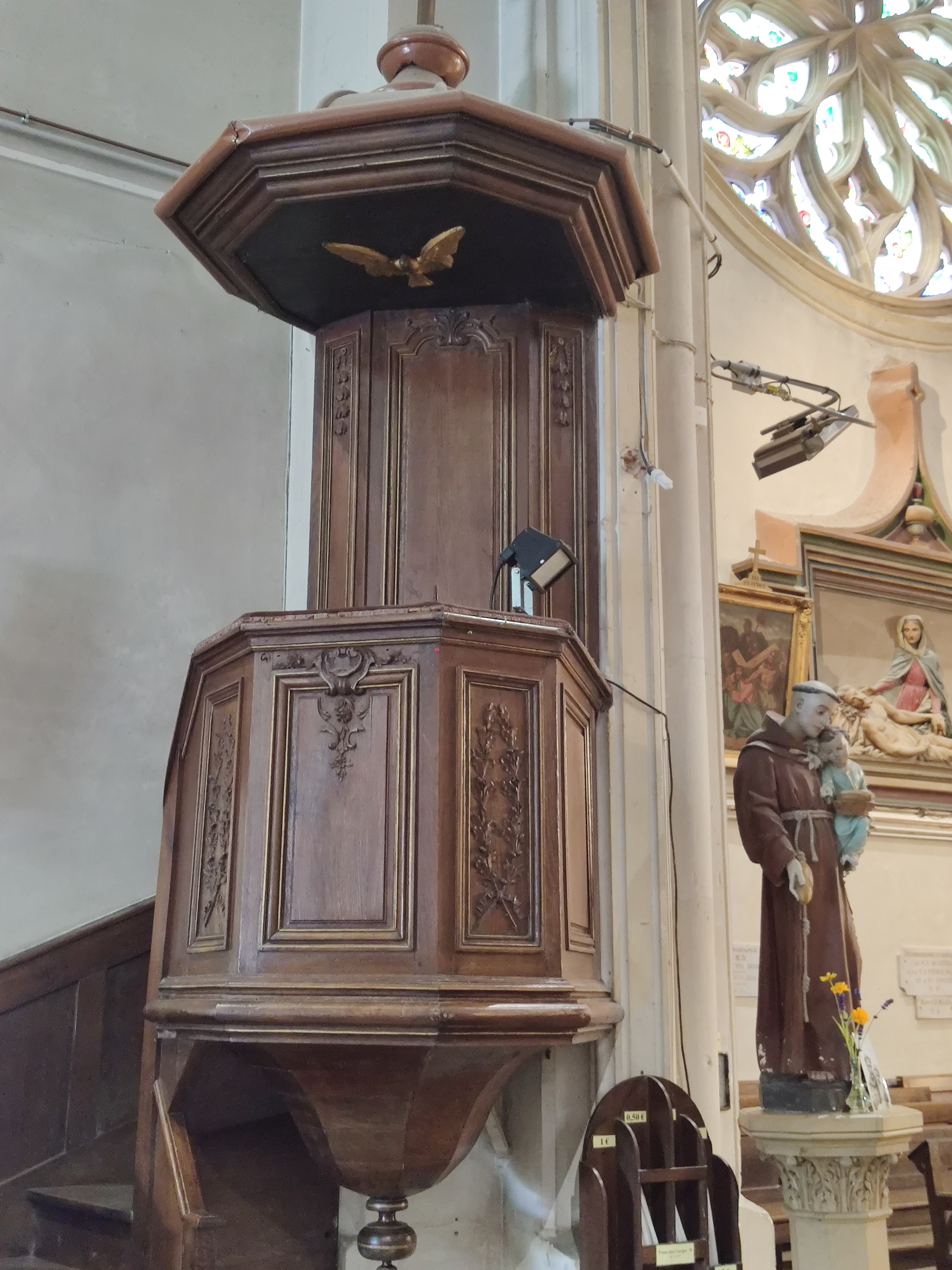
La chaire
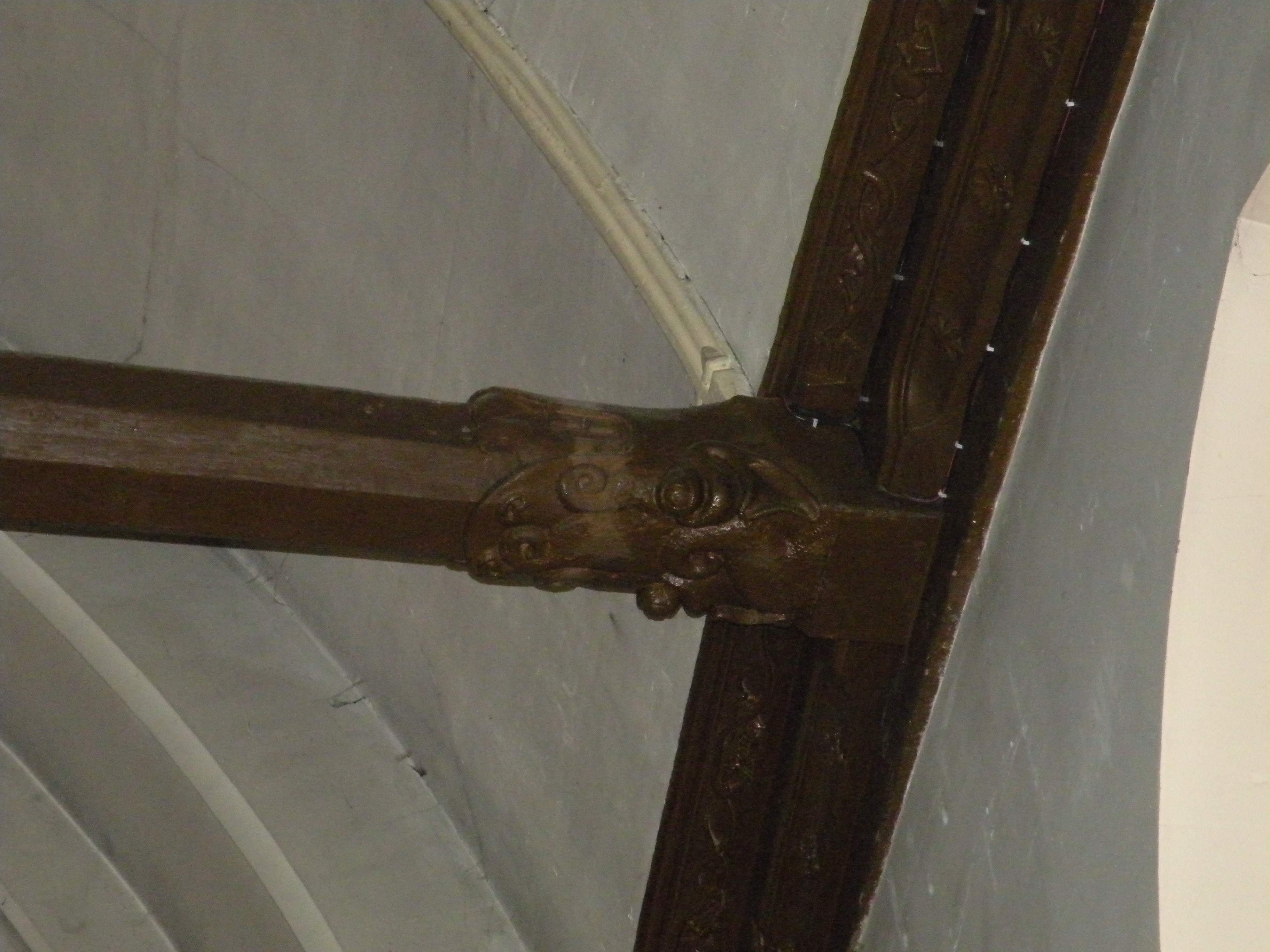
Engoulant.

- La perlerie, rue de Grandvilliers. Propriété de M. et Mme Letaille au début du XXe siècle, ses ouvriers y fabriquaient des perles de verre[100]

- Les halles, qui avaient été amenées en 1477 de Catheux et accueillaient la mairie au 1er étage, ont été incendiées lors du bombardement du 7 juin 1940. Elles n'ont pas été reconstruites[100].
- La Coulée verte, ancienne voie de chemin de fer entre Beauvais et Amiens, aménagée en parcours de randonnée, qui propose 9 circuits pédestres.
- L'ancienne gendarmerie, typique des bâtiments institutionnels du XIXe siècle, a été édifiée grâce au don du terrain fait par la duchesse de La Rochefoucault[100].
- L'ancienne filature Grégoire, rue de la Prairie, où étaient centralisées les étoffes de laine fabriquées sur place ou chez les ouvriers à la fin du XIXe siècle. La filature Maroger a poursuivi l'activité jusqu'en 1953. Le bâtiment a ensuite été utilisé par une usine de jouets, l'orfèvrerie Saint-Médard puis une friperie[100].
- L'EREA, qui fut un hospice accueillant les malades et indigents, servit d'hôpital de campagne lors de la Première Guerre mondiale. En 1918, l'hôpital hospice accueille 180 réfugiés, puis, en 1923, des tuberculeux et devient sanatorium de 1926 à 1935[100].
- La scierie Petit, rue de Froissy. Cet emplacement a été auparavant utilisé par la sucrerie Dufour, créée en 1870, puis la fabrique de charrue Robart-Moral
- Le musée des tramways à vapeur et des chemins de fer secondaires français s'installe à la gare de Crèvecœur-le-Grand. Un premier tronçon du Train à vapeur du Beauvaisis, un chemin de fer touristique a été mis en service en 2015, et l'exploitation touristique débute en mai 2017 sur un tronçon de 1,7 km, prolongé en 2021 jusqu'à Rotangy[101],[102],[103].

### Personnalités liées à la commune

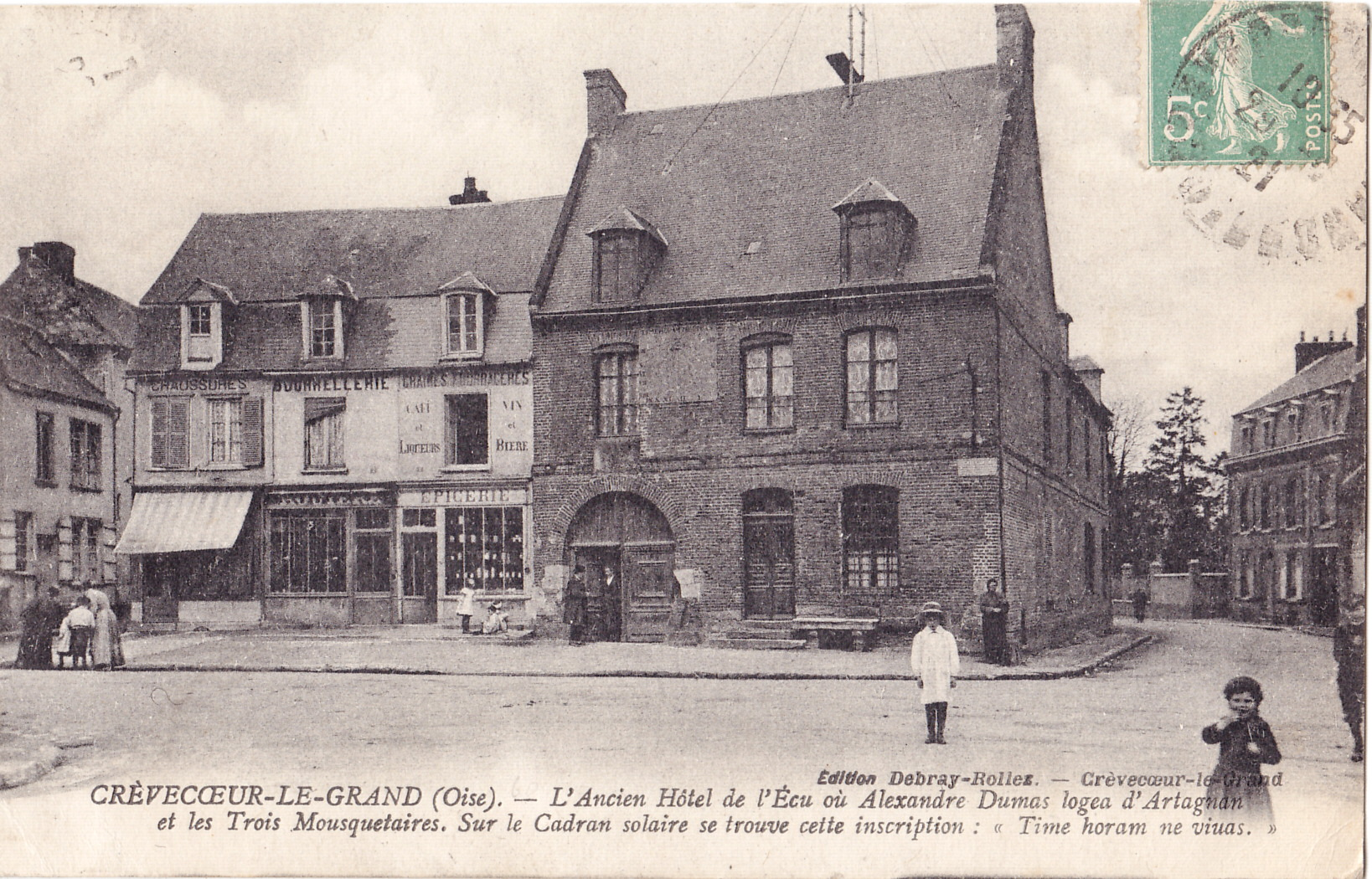
L'auberge de l'Écu, où Alexandre Dumas logea ses Trois mousquetaires, vue au début du XXe siècle.

- Philippe de Crèvecœur d'Esquerdes, maréchal de France en 1486, souvent appelé maréchal de Cordes.
- Amiral Guillaume Gouffier de Bonnivet, devint seigneur du lieu par son mariage avec Louise de Crèvecœur.
- François Alexandre Frédéric de La Rochefoucauld-Liancourt.
- Alexandre-François de La Rochefoucauld (né à Paris en 1767, mort en 1841 à Paris), militaire, diplomate et homme politique français des XVIIIe et XIXe siècles.
- Le romancier Alexandre Dumas, qui mentionna la ville comme halte de l'un de ses Trois mousquetaires.
- Jean Lion, courtier en sucre industriel et Joséphine Baker, artiste franco-américaine de music-hall, se marient le 30 novembre 1937  à Crèvecœur[104],[105]. 
Joséphine Baker est résistante pendant la Seconde Guerre mondiale, puis militante antiraciste et de la reconnaissance des droits des femmes, titulaire de la  médaille de la Résistance française, chevalière de la Légion d'honneur et la croix de guerre 1939-1945 avec palme. 
Elle est panthéonisée le 30 novembre 2021.
Depuis 2019, l'établissement régional d'enseignement adapté de Crèvecœur-le-Grand (EREA) porte le nom de Joséphine Baker[106].

### Héraldique
| Blason de Crèvecœur-le-Grand | Blason  | De sinople à un chevron haussé, écimé et découpé d'argent, accompagné en pointe d'une gerbe d'or et d'un cœur de gueules transpercé d'une épée basse dargent posée en barre, brochant sur la gerbe ; au chef d'azur* chargé d'un écusson de gueules* à trois chevrons d'or, accosté de deux étoiles du même. |
| Blason de Crèvecœur-le-Grand | Détails | * Il y a là non-respect de la règle de contrariété des couleurs : ces armes sont fautives (émail sur émail). Adopté en janvier 2021. |
| Blason de Crèvecœur-le-Grand | Alias   | De gueules à trois chevrons d'or. Ancien blason, reprenant les armes de la famille de Crèvecœur. |